# Jeanne Labrune
Pour les articles homonymes, voir Labrune.
Jeanne Labrune est une réalisatrice, scénariste et écrivaine française née le 21 juin 1950 dans le Cher.

## Biographie
Son roman, Depuis la terre, regarder les naufrages, est sélectionné pour le prix Décembre 2018.

## Filmographie

### Comme réalisatrice

#### Cinéma
- 1987 : De sable et de sang avec Sami Frey, André Dussollier et Clémentine Célarié (+ scénariste)
- 1992 : Sans un cri avec Lio (+ scénariste)
- 1998 : Si je t'aime, prends garde à toi avec Nathalie Baye, Jean-Pierre Darroussin, Sylvie Granotier et Daniel Duval (+ scénariste)
- 2000 : Ça ira mieux demain avec Nathalie Baye, Jean-Pierre Darroussin, Isabelle Carré et Jeanne Balibar (+ scénariste)
- 2002 : C'est le bouquet ! avec Sandrine Kiberlain, Jean-Pierre Darroussin, Dominique Blanc et Jean-Claude Brialy (+ coscénariste)
- 2004 : Cause toujours ! avec Jean-Pierre Darroussin, Victoria Abril et Sylvie Testud (+ coscénariste)
- 2010 : Sans queue ni tête avec Isabelle Huppert, Bouli Lanners (+ coscénariste)
- 2017 : Le Chemin avec Agathe Bonitzer, Randal Douc, Somany Na et Agnès Sénémaud (+ scénariste d'après le roman de Michel Huriet)

#### Télévision
- 1978 : Fenêtres (Téléfilm) avec Maurice Garrel
- 1982 : Ce même corps qui m'attire... dans la série "La vie à vif" (Documentaire)
- 1982 : Les Prédateurs (Téléfilm) avec Roland Blanche
- 1984 : La Digue (Téléfilm) avec Christine Boisson, Maurice Garrel
- 1985 : La Part de l'autre (Téléfilm) avec Christine Boisson, Laurent Malet et Pierre Malet
- 1995 : Jules et Jim (Téléfilm)

### Comme scénariste
- 1994 :  Les absences du président de Gérard Guillaume
- 2000 : Vatel de Roland Joffé (coscénario avec Tom Stoppard)

## Œuvre littéraire
- 2007 : L'Obscur, roman, 411 p., Paris, Éditions Grasset & Fasquelle,  (ISBN 978-2-246-72541-1)
- 2014 : Visions de Barbès, roman, 252 p., Paris, Éditions Grasset et Fasquelle,  (ISBN 978-2-246-74671-3)
- 2018 : Depuis la terre, regarder les naufrages, roman, 269 p., Paris, Éditions Grasset et Fasquelle,  (ISBN 978-2-246-81828-1)